# Călinești (Teleorman)
Călinești es una comuna ubicada en el distrito de Teleorman, Rumania.

## Superficie
Posee una superficie de 79,83 kilómetros cuadrados.

## Demografía
Hasta 2021 la población era de 2779 habitantes, con una densidad de población de 34,81 habitantes por kilómetro cuadrado.